# Stephania dielsiana
Stephania dielsiana là một loài thực vật có hoa trong họ Biển bức cát. Loài này được Y.C. Wu miêu tả khoa học đầu tiên năm 1940.